# Leeskow (Jamlitz)
Leeskow (niedersorbisch Łazk) ist ein Ortsteil der amtsangehörigen Gemeinde Jamlitz im Landkreis Dahme-Spreewald (Brandenburg). Die Verwaltungsaufgaben der Gemeinde Jamlitz werden vom Amt Lieberose/Oberspreewald besorgt. Leeskow war bis zur Eingemeindung nach Jamlitz eine selbständige Gemeinde. Im ausgehenden Mittelalter und der frühen Neuzeit war Leeskow ein Lehen der in Böhmen angesessenen gräflichen Familie v. Sternberg.

## Geographie

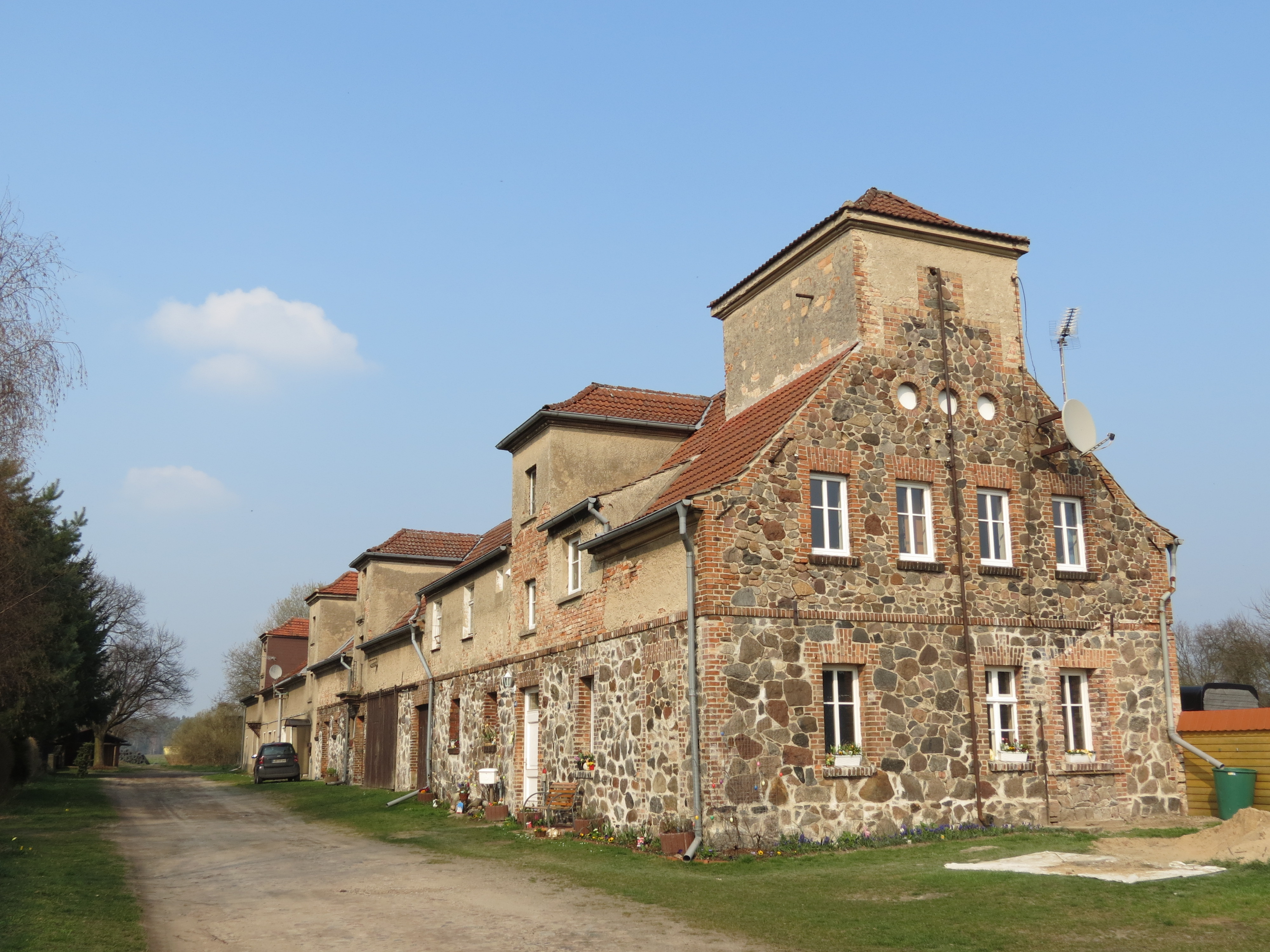
Gutsgebäude

Leeskow liegt 4,5 km nordöstlich des Kernortes Jamlitz. Die Gemarkung grenzt im Norden an Klein Muckrow, im Osten und Süden an Reicherskreuz, im Westen und Nordwesten an Ullersdorf. Im Westen reicht die Gemarkung an den Schwansee heran, der bis zur Verbindungsstraße Jamlitz–Leeskow zur Gemarkung Ullersdorf gehört. Nordwestlich bildet die Sangasse und deren Ursprung die Gemarkungsgrenze. Südlich schließt sich die Reicherskreuzer Heide an, ein ehemaliges militärisches Sperrgebiet. Der Weinberg erreicht mit 95 m die größte Höhe der Gemarkung.
Der Ort ist über die Landesstraße 452 von Jamlitz aus zu erreichen; die L 452 führt weiter nach Reicherskreuz. Östlich von Leeskow zweigt die L 433 nach Klein Muckrow ab. Die Kreisstraße 6101 führt vom Ortskern Leeskow nach Norden zur L 434 (Klein Muckrow–Ullersdorf).

### Bevölkerungsentwicklung
Bevölkerungsentwicklung von 1799 bis 2011
| Jahr | Einwohner |
| ---- | --------- |
| 1818 | 156       |
| 1846 | 164       |
| 1871 | 205       |
| 1875 | 183       |
| 1890 | 188       |
| 1900 | 175       |

| Jahr | Einwohner |
| ---- | --------- |
| 1910 | 169       |
| 1925 | 216       |
| 1933 | 183       |
| 1939 | 165       |
| 1946 | 326       |
| 1950 | 253       |

| Jahr | Einwohner |
| ---- | --------- |
| 1964 | 176       |
| 1971 | 169       |
| 1981 | 100       |
| 1991 | 92        |
| 2002 | 98        |
| 2011 | 102       |

## Geschichte
Nach dem Historischen Ortslexikon soll die Ersterwähnung von Leeskow aus dem Jahr 1708 stammen. Dies ist nicht korrekt. Bereits 1607 hatte Hans v. d. Zauche einen Lehnsbrief von Adam Graf v. Sternberg über das Dorf und Rittergut Leßkow erhalten. Leeskow war zusammen mit Sarkow und Reicherskreuz ein altes Sternbergsches Lehen. Nach dem Historischen Ortslexikon soll Leeskow der Dorfstruktur nach ein Sackgassendorf sein. Dies ist nicht korrekt; Leeskow ist nach dem Urmesstischblatt von 1844 ein Angerdorf. Die Schmettausche Karte von 1767/87 dokumentiert nordöstlich des Ortskerns bereits eine Windmühle. Nördlich des Ortskerns ist ein Kohlgarten, östlich des Ortskern sind zwei weitere Gärten eingezeichnet, darunter Müller Garten. Im 17. Jahrhundert wurde auf der Leeskower Feldmark noch Wein angebaut.
1818 hatte der Ort einschließlich der bereits bestehenden Windmühle 156 Einwohner und 23 Häuser. In der Windmühle bzw. dem zugehörigen Wohnhaus lebten 5 Personen. Sie stand nach dem Urmesstischblatt von 1844 (3952 Groß Muckrow) nordöstlich des Ortskerns (heute Parzelle Nr. 14 in ALKIS). Nordwestlich dokumentiert der Weinberg den früheren Weinanbau auf der Gemarkung. 1840 wurden im Ort 25 Gebäude gezählt, in denen 157 Einwohner lebten. 1867 beantragte und erhielt der damalige Besitzer von Dorf und Rittergut Leeskow die Genehmigung zum Betrieb der Grube „Hermann“ auf der Fläche des Rittergutes. Ein Abbau auf Braunkohlen bzw. die Eröffnung des Grubenbetriebs erfolgte aber nicht.
1864 hatte der Ort 222 Einwohner, die in 25 Wohngebäuden lebten. Es gab ein Rittergut, ein ausgebautes Gehöft und eine Windmühle. Das ausgebaute Gehöft (heute Leeskow 44), liegt nordwestlich des Ortskerns nahe der Gemarkungsgrenze zu Ullersdorf. 1927 gründete sich die Freiwillige Feuerwehr Leeskow.

## Besitzgeschichte des Ritterguts Leeskow
Die Besitzgeschichte des Ritterguts Leeskow und damit des Dorfes Leeskow ist äußerst kompliziert und in der Literatur zum Teil widersprüchlich dargestellt; hier folgt sie im Wesentlichen Houwald (1984).

### Frühe Geschichte
Rittergut und Dorf Leeskow waren ein Lehen der gräflichen Familie v. Sternberg in Böhmen. Angeblich traten Aleš Holický und Zdeněk v. Sternberg 1454 ihre Burg Pürglitz an König Ladislaus ab und erhielten dafür die Gerechtsame von Burg und Stadt Cottbus. Da die beiden Sternbergs sich aber nicht in den Besitz von Cottbus setzen konnten, sollen sie danach ersatzweise die drei Rittergüter Leeskow, Reicherskreuz und Sarkow sowie die Herrschaft Lieberose als Ausgleich erhalten haben. Bisher gibt es für diese Darstellung in Bezug auf die drei Rittergüter keine Quellenhinweise. Da die meist immer im Zusammenhang mit Leeskow, Reicherskreuz und Sakrow genannte Herrschaft Lieberose 1477 unter die Oberlehensherrschaft der Familie Sternberg kam, könnte auch die Lehensherrschaft der Familie v. Sternberg über Leeskow, Reicherskreuz und Sarkow bis 1477 zurück reichen.

### 17. Jahrhundert
Am 26. Februar 1607 erhielt Hans v. d. Zauche vom Grafen Adam v. Sternberg (Adam II. der Ältere) einen Lehnsbrief über das Dorf Leeskow, wie es bereits sein Großvater Georg v. d. Zauche (und dessen Vorfahren) innehatte. Mit der Erwähnung des Georg (und dessen Vorfahren) dürfte der Besitz der Familie v. d. Zauche in Leeskow damit mindestens in die erste Hälfte des 16. Jahrhunderts zurück reichen. Dazu gehörte auch das Recht zwei Kähne auf dem Schwielochsee zu unterhalten und von Eise zu Eise frei darauf zu fischen. Hans v. d. Zauche war ein Sohn des Christoph v. d. Zauche und seiner Frau Anna v. Wulfen. Christoph war früh verstorben, sodass das Lehen vom Großvater direkt auf den Enkel überging. Am 22. April 1622 starb Hans v. d. Zauche ohne männlichen Erben; er hinterließ aber eine Tochter Dorothea Danach entspann sich ein langandauernden Erbschaftsstreit. Zuerst machte die Witwe Anna v. Löben, die zweite Frau des Hans v. d. Zauche Ansprüche geltend, da sie ihm 1000 Taler Ehegeld in die Ehe gebracht hatte. Ihr war aber in einem Leibgedingbrief von 1605 die Dörfer Jessern und Jamlitz zugewiesen worden. Sie wollte aber auf jeden Fall sichergehen, dieses Geld auch zu erhalten. Die beiden anderen Kontrahenten waren Abraham v. Mielen auf Weissagk (heute Weißack, Ortsteil der Gemeinde Heideblick), der mit der Tochter Dorothea des Hans v. d. Zauche verheiratet war und David Heinrich v. Tschirnhaus auf der Herrschaft Lieberose, der für seinen Stiefsohn Heinrich Joachim v. d. Schulenburg das Lehen einforderte. Er machte geltend, dass Leeskow zu den sog. Lamsfeldschen Gütern gehöre, auf die Richard v. d. Schulenburg die Anwartschaft durch den Kaiser erhalten habe. Nach dem Tod des Richard im Jahr 1600 sei diese Anwartschaft auf dessen Sohn Joachim und nach dessen Tod 1619 auf dessen Sohn Heinrich Joachim v. d. Schulenburg übergegangen, seinen Stiefsohn. David Heinrich v. Tschirnhaus hatte die Witwe des Joachim und Mutter des Heinrich Joachim Marie Hedwig Burggräfin von Dohna geheiratet. Abraham v. Mielen brachte gegen die Anwartschaft des v. d. Schulenburg bzw. v. Tschirnhaus vor, dass Leeskow nie zu den Lamsfeld’schen Gütern gehört habe, sondern immer ein eigenständiges Lehen der Sternbergs gewesen sein. Dagegen brachte v. Tschirnhaus vor, dass das erledigte Lehen an den Kaiser als obersten Lehnsherrn heimgefallen sei. Bereits im September 1620 waren die beiden Lausitzen von sächsischen Truppen besetzt worden. Eine auf Weisung von Kurfürst Johann Georgs des I. von Sachsen in Dresden eingesetzte Kommission wies am 4. August 1622 v. Tschirnhaus förmlich in das Lehen ein, da des Kaisers Zusage, Brief und Siegel zu beachten sei. Ein Einspruch der Gegenpartei wurde zum 22. September 1622 endgültig abgelehnt, v. Tschirnhaus musste allerdings noch finanzielle Ansprüche der Witwe des Hans v. d. Zauche begleichen. Vermutlich Anfang der 1640er trat Heinrich Joachim v. d. Schulenburg das Erbe an. Doch die Familie v. Mielen gab sich immer noch nicht geschlagen. Die Rechtssituation hatte sich auch insofern geändert, dass der sächsische Kurfürst 1635 im Traditionsrezess, einem gesonderten Anhang zum Prager Frieden die förmliche Belehnung mit der Nieder- und Oberlausitz erhalten hatte. Die Familie v. Sternberg hatte sich aber die Anerkennung der Lehenshoheit über die Herrschaft Lieberose und die Rittergüter Leeskow, Reicherskreuz und Sarkow zusichern lassen. Noch 40 Jahre später prozessierte daher Hans Seyfried v. Mühlen, der Sohn des Abraham gegen die Entscheidung von 1622 und scheint auch einen Teilerfolg errungen zu haben. Er erhielt am 21. Januar 1663 einen Lehnsbrief über das Rittergut Leeskow, ausgestellt vermutlich von der Sternbergschen Lehnskanzlei, doch konnte er sich damit letztendlich nicht durchsetzen. Anscheinend hatte sich Hans Seyfried v. Mühlen auch an die niederlausitzische Oberamtsregierung in Lübben gewandt. Die Situation hatte sich insofern auch völlig geändert, denn 1665 war Heinrich Joachim v. d. Schulenburg, Herr auf Lieberose, ohne Erben gestorben. Die Witwe Eleonore Magdalene Freifrau v. d. Schulenburg geb. Gräfin zu Solms wurde 1668 aufgefordert, der Oberamtsregierung in Lübben alle Dokumente vorzulegen, die ihre Ansprüche auf Leeskow beweisen könnte. Jedenfalls ging Leeskow nicht an die Erben der Herrschaft Lieberose, sondern die Stände des Krummspreeischen Kreises wiesen das Gut Leeskow dem Hans Caspar von Muschwitz an, der allerdings die noch ausstehenden Landes- und Kreissteuern in Höhe von 1244 Talern 6 Groschen und 10 1⁄2 Pfennigen übernehmen musste. Doch auch Hans Caspar v. Muschwitz blieb nicht lange im Besitz von Leeskow; er verkaufte es 1671 an Heinrich Hanauer (oder auch v. Hanow). Den Hans Seyfried v. Mühlen verwiesen sie 1673 wegen seiner Ansprüche an die ordentliche Justiz. Wie die Sache letztendlich entschieden wurde, ist nicht überliefert. Die Geschichte des Rittergutes Leeskow ist für die nächsten knapp 20 Jahre nicht dokumentiert.

### 18. Jahrhundert
Spätestens bis 1688 erwarb der kurbrandenburgische Amtskassierer zu Cottbus Hermann Koch (Coch) von Lundt (Lundis) Leeskow. In den Jahren 1688/89 hatte er einen Rechtsstreit mit Joachim von der Schulenburg auf Lieberose wegen strittiger Grenzen zwischen Leeskow und dem Schulenburgischen Dorf Staakow. 1690 leistete Koch von Lundt den Lehnseid gegenüber der Sternbergschen Lehnskurie. Er war mit Eva Dorothea geb. Griegerin verheiratet. Zumindest von 1703 bis 1710 ließ Koch von Lundt Leeskow durch den Pächter Johann Lorenz Schöno bewirtschaften. Hermann Koch von Lundt starb bereits 1694 im Alter von nur 49 Jahren. Sein Epitaph (und das seiner Frau) ist an der Südwand der Dorfkirche in Leeskow angebracht. Sie hatten einen Sohn Heinrich Coch von Lund, der 1720 ohne Erben starb. Erben des Allodialbesitzes waren seine Schwester und der Sohn einer bereits verstorbenen Schwester Friedrich Wilhelm Balthasar v. Stosch, Sohn des Carl v. Stosch. Franz Damian Graf v. Sternberg hatte inzwischen (1721) die Anwartschaft auf das seiner Meinung nach heimgefallene Lehen an Johann Ludwig Serens v. Aichenau vergeben. Allerdings konnte er sich damit wohl nicht durchsetzen, Leeskow war in den Besitz des Friedrich Wilhelm Balthasar v. Stosch übergegangen. Dieser hatte 1738 ein Testament bei der Oberamtsregierung in Lübben hinterlegt, das anscheinend nie geöffnet worden war. Im Amtsblatt der Regierung zu Frankfurt a. d. Oder wurde die Öffnung des Testaments für 1839 gerichtlich angekündigt. 1743 trat Friedrich Wilhelm Balthasar v. Stosch seine Forderungen an Leeskow an seine Frau Maria Justina Dorothea geb. v. Meseberg, verw. v. Ziethen ab, da sie noch eine Dotation von ihrem Ehemann zu erwarten hatte. Der Ausgang des Rechtsstreites zwischen v. Stosch bzw. seiner Ehefrau und v. Aichenau ist nicht bekannt, überhaupt ist danach die Geschichte des Rittergutes für Jahrzehnte nicht sicher dokumentiert. Nach älteren Arbeiten soll Georg Anton Graf v d. Schulenburg Leeskow 1751 von den v. Wiedebach erworben haben. Urkunden werden allerdings nicht genannt. Georg Anton starb 1778 ohne Erben. Leeskow fiel daraufhin an Friedrich Werner Graf v. Podewils, Sohn seiner Schwester Sofie Henriette, verh. mit Heinrich Graf v. Podewils. Nicht ganz verständlich im Kontext ist eine Belehnung der Gebrüder Siegmund Franz Lorenz (* 1738) und Caspar Wilhelm Philipp (1740–1824) und Ernst Ulrich August v. Zastrow (* 1749), die Söhne des sächsisch-polnischen Majors Christoph Ulrich v. Zastrow vom 15. Februar 1781 mit dem Rittergut Leeskow durch Franz Philipp v. Sternberg. Am 12. September 1782 verkauften sie Leeskow (wieder?) an Friedrich Werner Graf v. Podewils. Aber auch Friedrich Werner Graf v. Podewils, Erb-, Burg- und Schlossgesessener zu Varzin, Sukow, und der Hasenfirschen Güter in Hinterpommern, Erb- und Gerichtsherr auf Bärklau, Leeskow und Reicherskreuz in der Niederlausitz, Walsleben in der Altmark, Fredersdorf, Vogelsdorf und Bollensdorf in der Kurmark starb 1804 ohne Kinder.

### 19. Jahrhundert

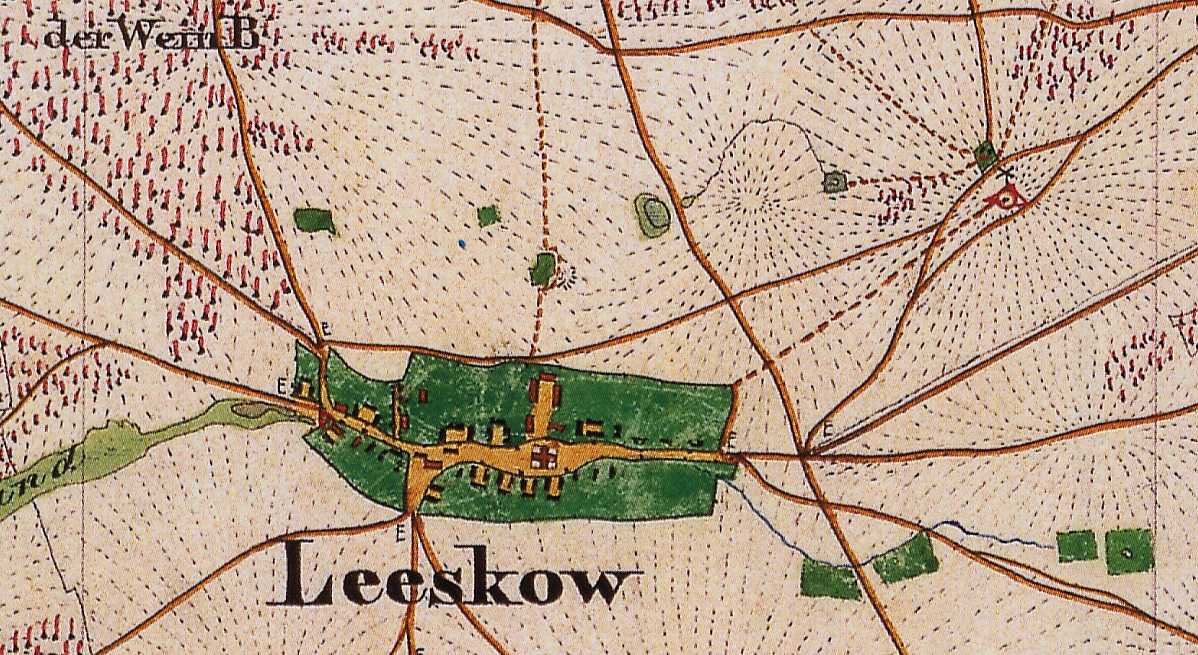
Leeskow auf dem Urmesstischblatt von 1844, nordwestlich der Weinberg, östlich die Windmühle, gleichzeitig auch Trigonometrischer Punkt

Leeskow fiel daraufhin an die Tochter seiner bereits verstorbenen Schwester Sofie Christine Dorothea (1734–1802, gesch. v. Marschall, verw. v. Haeseler, verw. v. Bredow, verw. Gräfin v. Hordt), aus der Ehe mit Graf August Ferdinand v. Haeseler Caroline Friederike v. Haeseler (1760–1826). Diese war mit Karl Ludwig (seit 1842 Graf) v. Berg verheiratet, mit dem sie eine Tochter Luise hatte, die 1800 den Grafen August Ernst v. Voß geheiratet hatte. Nach dem Tod der Mutter erbte Luise Gräfin v. Voß das Rittergut Leeskow (und auch Reicherskreuz). Das neue Landbuch weist sie 1828 als Besitzerin von Leeskow aus. 1830 ließ die Gräfin v. Voß geb. v. Berg die Kirche in Leeskow auf ihre Kosten völlig ausreparieren. 1837 war ihr Sohn Felix Georg Julius August Werner Heinrich Karl Graf v. Voss Erbherr auf Groß Giewitz und Schönau, Schorsow, Leeskow und Reicherskreuz. Dieser war in erster Ehe mit Luise Wilhelmine Gräfin von Hahn († 1833) verheiratet, 1832 hatte er die väterlichen Güter in Mecklenburg übernommen. Ob er Leeskow und Reicherskreuz überhaupt de jure bekommen hatte, ist nicht bekannt. Nach der Topographischen Übersicht des Regierungsbezirks Frankfurt a. d. Oder von 1844 (Stand etwa 1841) gehörte das Rittergut Leeskow damals immer noch seiner Mutter, der Gräfin v. Voß zu Berlin. Nach Houwald verkaufte sie Leeskow und Reicherskreuz 1843 um 36.000 Taler, an wen, ist nicht bekannt. Leeskow wurde nun Spekulationsobjekt. 1848 kaufte das Leipziger Handelshaus Bäßler & Bomnitz Leeskow für 30.000 Taler, das benachbarte Reicherskreuz für 31.000 Taler. Bereits vier Jahre später wurden Leeskow und Reicherskreuz erneut an einen neuen Besitzer namens Meister verkauft. Noch im gleichen Jahr (1852) ging das Gut an den Berliner Holzhändler Fr. Tornow. Nach Berghaus hatte das Rittergut eine Größe von 3850 Morgen. 1856 wird Tornow noch als Rittergutsbesitzer genannt. Vermutlich noch 1856 wurden die beiden Orte weitergereicht an den Berliner Kaufmann Hirsch Hermann Cohn, der 1864 im Besitz des Rittergutes Leeskow ist. 1856 wird der Wirtschafts-Inspektor Mieske erwähnt. Man darf annehmen, dass das Gut in dieser Zeit von einem Verwalter bewirtschaftet wurde. Cohn verkaufte nun Reicherskreuz separat an Joseph Leibnitz aus Prenzlau. Leeskow wurde 1878 an die Kaufleute Julius Lagowitz und Simon Saling verkauft, die das Dorf im Tausch an die Rentière Karoline Ewert, geb. Troll veräußerten. 1885 war das Rittergut Leeskow mit 843 ha Land im Besitz der Anna Fulland geb. Gerstenberg. 1890 wurde der größte Teil des zum Rittergut gehörigen Forstes an den preußischen Forstfiskus verkauft. 1891 wurden die Forste der Revierförsterei Reicherskreuz unterstellt, die in diesem Jahr auf dem Gutshof in Reicherskreuz eingerichtet worden war. Die Försterei Reicherskreuz wurde der Oberförsterei Dammendorf unterstellt.

### 20. Jahrhundert
1907 erscheint das nun auf 245 ha verkleinerte Rittergut im Besitz des Bauunternehmers Adolf Borchard(t) in Berlin. 1914 gehörte das Rittergut dem Hermann Mager in Leeskow, 1916 wird ein Rittergutsbesitzer Höft genannt. 1921 war es im Besitz eines Paul Schlüter. 1923 ging das nun nur noch 228 ha große Rittergut in den Besitz des Hans Starcke über, dem es auch bei der Vereinigung von Gutsbezirk mit dem Gemeindebezirk 1929 zur Gemeinde Leeskow gehörte. Mit der Auflösung der Gutsbezirke und der Patrimonialgerichtsbarkeit war nun auch der letzte Rest der alten Feudalherrschaft verschwunden.

### Übergeordnete Zugehörigkeit und Gerichtsbarkeit
Leeskow gehörte in sächsischer Zeit zum Krummspreeischen Kreis der Niederlausitz, der nach dem Übergang an Preußen 1815 in Kreis Lübben umbenannt wurde. In der Kreisreform von 1952, in der der Kreis Lübben neu zugeschnitten und verkleinert wurde, kam Leeskow zum neu geschaffenen Kreis Beeskow. In der Kreisreform von 1993 im Land Brandenburg wurden die Kreise Königs Wusterhausen, Lübben und Luckau zum Landkreis Dahme-Spreewald vereinigt. Dagegen ging der Kreis Beeskow im Landkreis Oder-Spree auf. Leeskow wurde jedoch dem neuen Landkreis Dahme-Spreewald zugewiesen.
Mit der Schaffung der Gemeinde- und Gutsbezirke 1807 wurde Leeskow eine selbständige Gemeinde, die im Verhältnis zum Gutsbezirk (244 ha) mit 587 ha recht groß war. 1848 wurde die Patrimonialgerichtsbarkeit im Gemeindebezirk abgeschafft, blieb jedoch im Gutsbezirk bis 1928 bestehen. Gemeindebezirk und Gutsbezirk Leeskow wurden 1929 zur Landgemeinde Leeskow vereinigt. Zum 26. Oktober 2003 wurde Leeskow in die Gemeinde Jamlitz eingegliedert. Seitdem ist Leeskow ein Ortsteil von Jamlitz. Die Gemeinde Jamlitz ist amtsangehörig und wird vom Amt Lieberose/Oberspreewald verwaltet.

## Kirchliche Verhältnisse

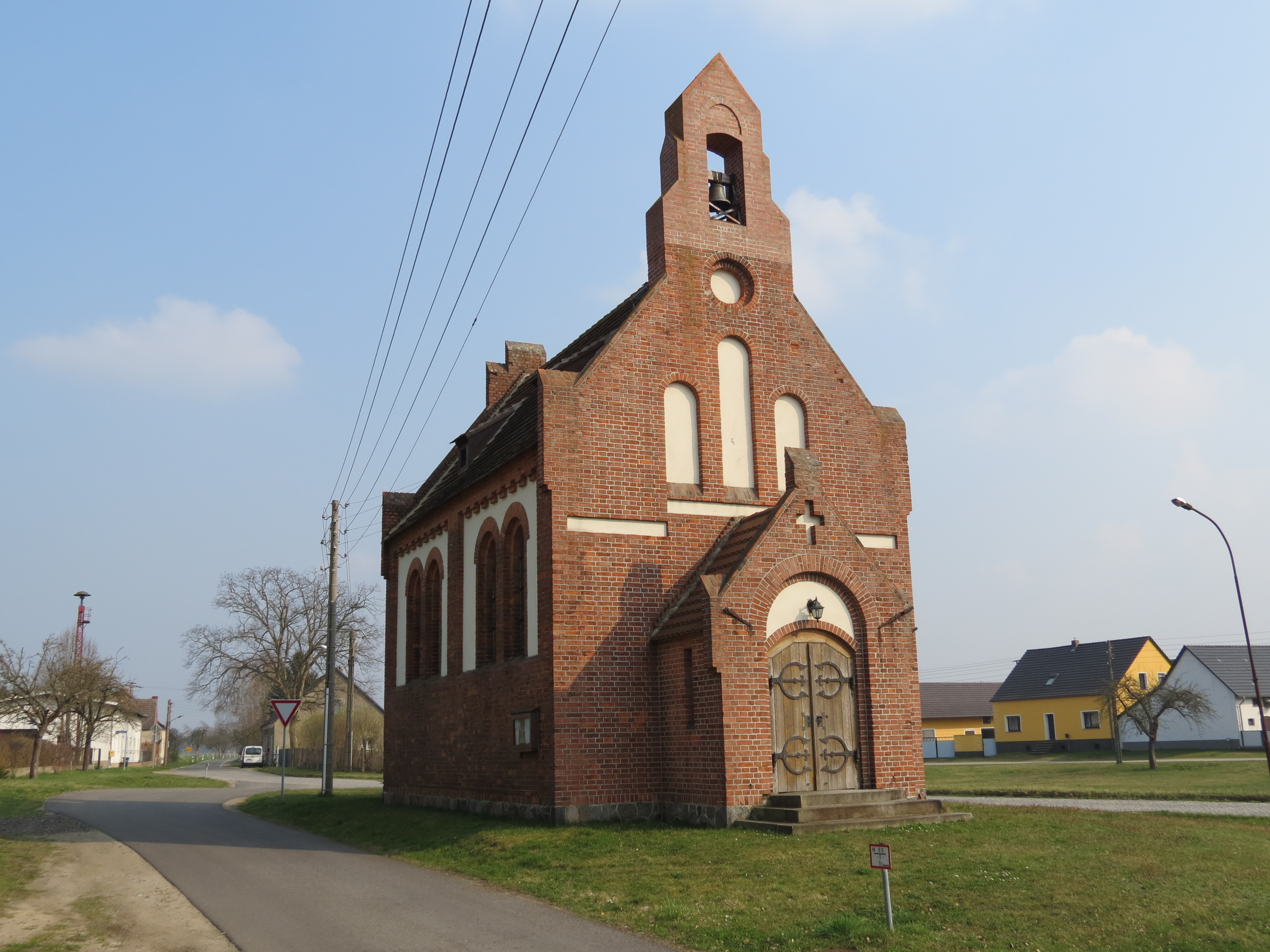
Dorfkirche Leeskow von Nordwesten

Die Kirche in Leeskow war Tochterkirche von Trebitz.

## Denkmale
Nach der Denkmalliste des Landes Brandenburg für den Landkreis Dahme-Spreewald sind in Leeskow bzw. der Gemarkung Leeskow folgende Bau- und Bodendenkmale geschützt.

### Baudenkmale
- Dorfkirche Leeskow. Der Backsteinbau wurde 1905 anstelle einer älteren Kirche errichtet.
- Epitaph des Hermann Coch von Lundt, Erbherr auf Leeskow (1645–1694) und der Eva Dorottea Coch von Lundt geb. Griegerin (1652–1707) an der Südseite der Kirche.

### Bodendenkmale
- Nr. 12379, Flur 1: Dorfkern Kirche und Friedhof der Neuzeit, eine Siedlung der Bronzezeit.

## Naturschutz
Im Süden greift das Naturschutzgebiet Reicherskreuzer Heide und Schwansee auf die Gemarkung über.